# محمد کادر
محمد کادر (انگلیسی: Mohamed Kader؛ زادهٔ ۸ آوریل ۱۹۷۹) یک بازیکن فوتبال اهل توگو است که در پست مهاجم بازی می‌کرد.
وی همچنین در تیم ملی فوتبال توگو بازی کرده‌است.